# バレーボールモンテネグロ男子代表
バレーボールモンテネグロ男子代表は、バレーボールの国際大会で編成されるモンテネグロの男子バレーボールナショナルチームである。
2002年まではユーゴスラビアの一部とし、2002年-2006年までは、セルビア・モンテネグロの一部だったため、本項では2006年以降の成績を記す。

## 歴史
セルビア・モンテネグロの分離独立により、2006年にモンテネグロバレーボール連盟が正式に国際バレーボール連盟に加盟。2006年世界選手権をもってセルビア代表とモンテネグロ代表に分離したが、代表選手のほとんどはセルビア国籍であったため、ナショナルチームに主力選手は残らなかった。2009年欧州選手権予選に出場し、2次ラウンドで敗退。2010年世界選手権予選も2次ラウンドで敗退した。

## 過去の成績

### オリンピックの成績
- 出場なし

### 世界選手権の成績
- 2010年 - 欧州予選敗退

### 欧州選手権の成績
- 2009年 - 予選敗退
- 2011年 - 予選敗退

## 歴代代表監督
- スロボダン・ボシュカン（2015-2017年）
- ヴェリコ・バシッチ（2017-）